# Saprinus tenuistrius
Saprinus tenuistrius är en skalbaggsart som beskrevs av Sylvain Auguste de Marseul 1855. Saprinus tenuistrius ingår i släktet Saprinus och familjen stumpbaggar. Arten har ej påträffats i Sverige.

## Underarter
Arten delas in i följande underarter:
- S. t. tenuistrius
- S. t. sparsutus